# Mistrovství Československa jednotlivců na klasické ploché dráze 1972
Mistrovství Československa jednotlivců na klasické ploché dráze 1972 bylo tvořeno 7 závody.

## Závody
Z1 = Slaný - 15. 4. 1972
Z2 = Chomutov - 16. 4. 1972
Z3 = České Budějovice - 17. 6. 1972
Z4 = Praha - 18. 6. 1972
Z5 = Svitavy - 2. 7. 1972
Z6 = Kopřivnice - 5. 7. 1972
Z7 = Březolupy - 6. 8. 1972

## Celkové výsledky
| Pořadí | Jméno             | Klub              | Body | Body celkem |
| ------ | ----------------- | ----------------- | ---- | ----------- |
| 1.     | Jiří Štancl       | Rudá hvězda Praha |      | 84          |
| 2.     | Petr Ondrašík     | Rudá hvězda Praha |      | 83          |
| 3.     | Milan Špinka      | Rudá hvězda Praha |      | 83          |
| 4.     | Zdeněk Majstr     | Slaný             |      | 73          |
| 5.     | Václav Verner     | Rudá hvězda Praha |      | 72          |
| 6.     | Jan Holub         | České Budějovice  |      |             |
| 7.     | Miloslav Verner   | Pardubice         |      | 59          |
| 8.     | Jan Verner        | Rudá hvězda Praha |      | 42          |
| 9.     | Jan Klokočka      | Slaný             |      | 41          |
| 10.    | Miroslav Rosůlek  | Slaný             |      | 34          |
| 11.    | Stanislav Kubíček | České Budějovice  |      |             |
| 12.    | Miloš Duda        | Kopřivnice        |      | 26          |
| 13.    | Josef Plíšek      | Kopřivnice        |      | 23          |
| 14.    | Jaroslav Volf II  | Ústí nad Labem    |      | 18          |
| 15.    | Václav Beer       | Slaný             |      | 16          |
| 16.    | Zbyněk Novotný    | Rudá hvězda Praha |      | 16          |
| 17.    | Jaroslav Lucák    | Plzeň             |      | 14          |
| 18.    | Jindřich Dominik  | Kopřivnice        |      | 10          |
| 19.    | Karel Voborník    |                   |      | 2           |
| 20.    | Václav Hejl       | Plzeň             |      |             |
| 21.    | Pavel Busta       | Rudá hvězda Praha |      |             |

Body
1. místo – 20 bodů
2. místo – 17 bodů
3. místo – 15 bodů
4. místo – 13 bodů
5. místo – 11 bodů
6. místo – 10 bodů
7. místo – 9 bodů
8. místo – 8 bodů
9. místo – 7 bodů
10. místo – 6 bodů
11. místo - 5 bodů
12. místo - 4 body
13. místo - 3 body
14. místo - 2 body
15. místo - 1 bod